# بيغ بن
ساعة بيغ بن الشهيرة في لندن، بدأ عملها 3 يونيو عام 1859 م. بيغ بن اسم الجرس العظيم الذي يدق على مدار الساعة، ويقع في الطرف الشمالي من قصر وستمنستر في لندن وعادة ما يمتد ليشير إلى كل من الساعة وبرج الساعة أيضا. ويعرف البرج رسميا باسم برج إليزابيث، سُمّي بذلك أثناء الاحتفال باليوبيل الماسي للملكة اليزابيث الثانية في عام 2012؛ وكان يعرف قبل ذلك ببرج الساعة.
وأصبحت الساعة رمزاً ثقافيا للمملكة المتحدة، ولا سيما في وسائط الإعلام المرئية. عندما يرغب التلفزيون أو صانعي الأفلام الإشارة إلى موقع عام في البلاد، فإن الطريقة الشائعة للقيام بذلك هي إظهار صورة للبرج، وغالبا ما يكون مع حافلة حمراء ذات طابقين أو سيارة أجرة سوداء في المقدمة .
في عام 2008 وجد استطلاع ل 2,000 شخص أن البرج كان المعلم الأكثر شعبية في المملكة المتحدة، تم أيضا استخدام الصوت كإشارة لضبط الوقت في بعض الإذاعات مثل BBC وهي ممارسة بدأت في 31 ديسمبر 1923 من الميكروفونات المثبتة بشكل دائم في البرج وتوصيلها عن طريق الخط إلى البث الحي.
ويعتبر محور احتفالات السنة الجديدة في المملكة المتحدة، مع محطات الإذاعة والتلفزيون لدقاتها وللترحيب ببداية السنة الجديدة.

## ترميمات 2017
في يوم الإثنين 14 أغسطس 2017، أعلن مجلس العموم توقف ساعة بيغ بن عن العمل بدايةً من ظهر يوم 21 أغسطس 2017، وعلى أن يستمر هذا الإيقاف حتى عام 2021 لإجراء أعمال الترميم والصيانة التي ستخضع لها الساعة في سبيل الحفاظ عليها وضمان بقائها وبرج إليزابيث لِفترةٍ أطول، على أنها ستعمل في مناسباتٍ استثنائيةٍِ مثل احتفالات العام الميلادي الجديد.
وكانت أخر صيانة مهمة حدث للبرج منذ أكثر من ثلاثون عاماً مابين 1983 و 1985.